# Lepturges seabrai
Lepturges seabrai är en skalbaggsart som beskrevs av Monné 1976. Lepturges seabrai ingår i släktet Lepturges och familjen långhorningar.
Artens utbredningsområde är Paraguay. Inga underarter finns listade i Catalogue of Life.